# Chủ nghĩa duy kiến thức
Chủ nghĩa duy kiến thức (tiếng Anh: Knowledgism) là cách vận dụng hiệu quả kiến thức nhân loại để tối ưu hóa nền kinh tế, xã hội, và lợi ích cá nhân vì tổng lợi ích chung của toàn xã hội. Thuyết này dựa trên nguyên tắc tất cả cùng hưởng lợi và không phân biệt theo chủng tộc, màu da, hay tín ngưỡng. Một người theo Chủ nghĩa duy kiến thức sẽ nghiên cứu, thực hành và áp dụng sự hiểu biết cá nhân vì lợi ích của mọi người trong xã hội.  Trong xã hội ngày nay, kiến thức là biểu hiện sức mạnh của một xã hội, và là nền tảng để xây dựng tương lai. Trong thế kỷ 21 với sự phát triển vũ bão của công nghệ, những lợi ích thu được từ kiến thức sẽ càng to lớn. Ngược lại, thiệt hại từ sự kém hiểu biết sẽ càng trầm trọng.
| “                           | Kiến thức và sức mạnh nhân loại là một. | ” |
| — Francis Bacon (1561-1626) |                                         |   |

## Người duy kiến thức
Một người theo Chủ nghĩa duy kiến thức là người luôn phấn đấu duy trì các thuộc tính của kiến thức. Họ nhận thức được những gì họ biết, những gì không biết, và thậm chí cả những gì mà họ biết rằng họ không biết. Họ hành động theo cách rất tích cực. Với những đức tính cần có để duy trì mức độ hiểu biết nhất định, một người duy kiến thức luôn hành động theo những quy luật ổn định, khác với bất kỳ loại người nào. Họ giữ cho sự hiểu biết đó luôn thuần khiết, và quyết không chịu làm vấy bẩn nó. Kiến thức chỉ được sử dụng vì mục đích tốt đẹp cho mọi người. Trừ trường hợp kiến thức được sử dụng để chống lại một nhóm nhỏ đang cố gắng gây hại cho nhiều người, người duy kiến thức không thể bị ép buộc phải dùng nó để gây hại bất kỳ ai. Những người duy kiến thức luôn thành thực ngay cả với chính bản thân, bởi vì sự giả dối chính là nguyên nhân hủy hoại kiến thức.
Người duy kiến thức thường xuyên và không ngừng cập nhật kiến thức. Họ luôn trung thành với lập trường đã định. Người duy kiến thức sử dụng kiến thức của mình để giúp những người xung quanh dù họ ở trình độ hay địa vị nào. Người duy kiến thức thà chấm dứt sứ mạng của mình còn hơn bị ép phải vi phạm nguyên tắc và làm vấy bẩn kiến thức của mình. Họ cũng sẵn sàng bỏ thời gian, công sức, tiền bạc, địa vị và quyền lực để đổi lại được mở rộng sự hiểu biết. Người duy kiến thức luôn tìm cách kết bạn với những người cùng chung lý tưởng và cố gắng giúp những người còn thờ ơ với kiến thức. Họ sẽ không tốn thời gian với những người chỉ có mục đích duy nhất là sử dụng kiến thức để duy trì địa vị. Người duy kiến thức là người hiểu rằng họ chịu trách nhiệm lĩnh hội những điều cần thiết để tiếp tục mở rộng sự hiểu biết. Người duy kiến thức không bao giờ chê trách hay làm nhục những người thờ ơ với kiến thức. Họ luôn cố gắng là người tốt nhất có thể.
Người duy kiến thức có thể thuộc bất kỳ tầng lớp xã hội nào. Không có sự phân biệt nào về màu da, tín ngưỡng hay giới tính. Họ có thể thuộc bất kỳ tôn giáo hay nhóm tín ngưỡng nào. Người duy kiến thức  biết cách sử dụng quyền lực một cách đúng đắn và hiệu quả.

## Các nguyên tắc hành động của người duy kiến thức
Người duy kiến thức là người hành động theo các tôn chỉ sau:
1. Vận dụng tối đa trí tuệ.
2. Chỉ theo đuổi ước mơ cao cả.
3. Sử dụng sự hiểu biết để hiện thực hóa ước mơ cao cả của bản thân và người khác.
4. Là chuyên gia giao tiếp, nhưng họ chỉ sử dụng các kỹ năng đó để điều chỉnh các thế lực theo hướng tích cực.
5. Luôn chịu trách nhiệm về những việc mình làm.
6. Có nhiều kênh thông tin và liên lạc.
7. Luôn thực hiện lời hứa.
8. Luôn lắng nghe, đánh giá cao kiến thức, quan điểm hay ý kiến của người khác với tinh thần cầu thị cao.
9. Luôn thành thật. Họ tin tưởng và tôn trọng bản thân, cũng như tạo niềm tin và sự tôn trọng từ người khác.
10. Luôn tạo ra hiệu quả làm việc cao.
11. Những người tiếp xúc với họ được mở rộng sự hiểu biết, có ước mơ cao cả, kỹ năng thành thạo và có cuộc sống tốt đẹp hơn.
12. Luôn làm việc theo nguyên tắc "cả hai cùng thắng" dù đối tác của họ là ai.

| “                   | Bước đầu tiên để đạt được kiến thức là nhận thức được rằng ta không biết | ” |
| — Lord David Cecil. |                                                                          |   |